# نگمتسه
نگمتسه (به لاتین: Niemce) یک روستا در لهستان است که در گمینا نگمتسه واقع شده‌است. نگمتسه ۵٬۰۰۰ نفر جمعیت دارد.